# Hyllus vinsoni
Hyllus vinsoni là một loài nhện trong họ Salticidae.
Loài này thuộc chi Hyllus. Hyllus vinsoni được Elizabeth Maria Gifford Peckham & George William Peckham miêu tả năm 1885.